# Église du Saint-Esprit de Palerme
Pour les articles homonymes, voir Église du Saint-Esprit.
L’église du Saint-Esprit (Chiesa di Spirito Santo ou dei Vespri, en italien) est une église sicilienne de style arabo-normand située dans les limites du cimetière de Sant’Orsola à Palerme.

## Historique
Le monastère cistercien fut fondé hors des remparts de la ville, au bord de l'Oreto, entre 1173 et 1178 par l’archevêque de Palerme, Gautier Ophamil, qui le confia aux moines de l'abbaye de Sambucina. Les biens du monastère furent enrichis par des dons considérables du roi Guillaume le Bon et de sa mère, Marguerite de Sicile.
C’est en face de cette église que l’insurrection populaire, à laquelle on devait ensuite donner le nom de Vêpres siciliennes, éclata, le 30 mars 1282, en conséquence de quoi on l’appelle également Chiesa dei Vespri (« Église des Vêpres »).
Au XVIIIe siècle, le cloître était régulièrement abandonné durant les mois d’été à cause des conditions climatiques défavorables. En 1782, le cloître fut abandonné et, l’année suivante, tous les bâtiments monastiques furent démolis. Seule demeurait l’église située au nord de l’ancien cloître. 
À cette époque, un cimetière public est créé à proximité.  

## Architecture
L’église adopte le style sobre des premières églises cisterciennes anglo-normandes, un plan basilical à trois nefs non voûtées avec trois absides semi-circulaires, quatre piliers carrés dans le chœur, reliés par des arcades en ogive comme dans les cathédrales de Palerme et Monreale, et des piliers ronds dans la nef. Le chœur est plus élevé que la nef. Des traces de la peinture originale sont encore visibles sur le plafond de bois. Le style baroque du XVIIe siècle a été révoqué en 1882.
Le chœur ne se prolonge latéralement que légèrement au-delà de la largeur de la nef. La façade à pignon pointu n’a rien de commun avec l’originale. Le côté nord et les absides sont décorées avec des ornements (disques et niches à coquilles) et des arcs entrelacés polychromes. Dans une partie des arches se trouvent des fenêtres pointées. Les absides ont des arcades superposées aveugles. Les fenêtres cintrées de l'abside sont encadrées par une frise.